# Armand Guidolin
Armand Guidolin, dit Bep, (né le 9 décembre 1925 à Thorold, dans la province de l'Ontario au Canada - mort le 24 novembre 2008 à Barrie en Ontario) est un joueur et entraîneur professionnel canadien de hockey sur glace.

## Carrière de joueur
En 1942-1943, il devient à 16 ans et 11 mois le plus jeune joueur à jouer une partie dans la Ligue nationale de hockey. Les Bruins de Boston font appel à ses services pour pallier le manque de joueurs disponibles en cette période de guerre, la plupart des joueurs étant recrutés dans l'armée. Il joue ses deux premières saisons avec les Bruins puis doit à son tour faire son service militaire lors de la saison 1944-1945.
Il revient la saison suivante, toujours avec les Bruins, pour jouer régulièrement cette fois malgré sa stature. Il joue dans la LNH jusqu'en 1952. Après un bref séjour dans la Ligue américaine de hockey, il continue à jouer au hockey dans les ligues seniors du Québec et de l'Ontario. Au cours de cette période, il aide notamment les McFarlands de Belleville à remporter la Coupe Allan. Il termine sa carrière de hockeyeur en 1960-1961 alors qu'il évolue pour deux clubs de la Ligue internationale de hockey.
Par la suite, il devient entraîneur de hockey notamment pour Bobby Orr alors junior ainsi que pour les Bruins de Boston et les Scouts de Kansas City de la LNH, les Oilers d'Edmonton alors dans l'Association mondiale de hockey, et plusieurs clubs de la LAH.

## Parenté dans le sport
Il est cousin avec Aldo Guidolin.

## Statistiques
| Saison     | Équipe                                | Ligue          |     | Saison régulière | Saison régulière | Saison régulière | Saison régulière | Saison régulière |   | Séries éliminatoires | Séries éliminatoires | Séries éliminatoires | Séries éliminatoires | Séries éliminatoires |
| Saison     | Équipe                                | Ligue          | PJ  | B                | A                | Pts              | Pun              | PJ               | B | A                    | Pts                  | Pun                  |                      |                      |
| 1941-1942  | Generals d'Oshawa                     | OHA Jr.        | 21  | 4                | 13               | 17               | 38               | 11               | 0 | 3                    | 3                    | 22                   |                      |                      |
| 1941-1942  | Generals d'Oshawa                     | Coupe Memorial | -   | -                | -                | -                | -                | 11               | 5 | 5                    | 10                   | 56                   |                      |                      |
| 1942-1943  | Bruins de Boston                      | LNH            | 42  | 7                | 15               | 22               | 53               | 9                | 0 | 4                    | 4                    | 12                   |                      |                      |
| 1943-1944  | Bruins de Boston                      | LNH            | 47  | 17               | 25               | 42               | 58               | -                | - | -                    | -                    | -                    |                      |                      |
| 1944-1945  | Navy de Newmarket                     | TNDHL          | 7   | 11               | 12               | 23               | 18               | 8                | 9 | 8                    | 17                   | 23                   |                      |                      |
| 1944-1945  | Army Shamrocks de Toronto             | TIHL           | 18  | 13               | 10               | 23               | 61               | 3                | 2 | 2                    | 4                    | 10                   |                      |                      |
| 1944-1945  | Army Daggers de Toronto               | OHA Sr.        | 2   | 1                | 1                | 2                | 0                | -                | - | -                    | -                    | -                    |                      |                      |
| 1945-1946  | Bruins de Boston                      | LNH            | 50  | 15               | 17               | 32               | 62               | 10               | 5 | 2                    | 7                    | 13                   |                      |                      |
| 1946-1947  | Bruins de Boston                      | LNH            | 56  | 10               | 13               | 23               | 73               | 3                | 0 | 1                    | 1                    | 6                    |                      |                      |
| 1947-1948  | Red Wings de Détroit                  | LNH            | 58  | 12               | 10               | 22               | 78               | 2                | 0 | 0                    | 0                    | 4                    |                      |                      |
| 1948-1949  | Red Wings de Détroit                  | LNH            | 4   | 0                | 0                | 0                | 0                | -                | - | -                    | -                    | -                    |                      |                      |
| 1948-1949  | Blackhawks de Chicago                 | LNH            | 56  | 4                | 17               | 21               | 116              | -                | - | -                    | -                    | -                    |                      |                      |
| 1949-1950  | Blackhawks de Chicago                 | LNH            | 70  | 17               | 34               | 51               | 42               | -                | - | -                    | -                    | -                    |                      |                      |
| 1950-1951  | Blackhawks de Chicago                 | LNH            | 69  | 12               | 22               | 34               | 56               | -                | - | -                    | -                    | -                    |                      |                      |
| 1951-1952  | Blackhawks de Chicago                 | LNH            | 67  | 13               | 18               | 31               | 78               | -                | - | -                    | -                    | -                    |                      |                      |
| 1952-1953  | Sénateurs d'Ottawa                    | LHSQ           | 43  | 9                | 24               | 33               | 54               | -                | - | -                    | -                    | -                    |                      |                      |
| 1952-1953  | Warriors de Syracuse                  | LAH            | 23  | 1                | 8                | 9                | 24               | 3                | 0 | 0                    | 0                    | 8                    |                      |                      |
| 1953-1954  | Sénateurs d'Ottawa                    | LHQ            | 71  | 18               | 38               | 56               | 148              | 22               | 2 | 11                   | 13                   | 39                   |                      |                      |
| 1954-1955  | Sénateurs d'Ottawa                    | LHQ            | 19  | 5                | 12               | 17               | 77               | -                | - | -                    | -                    | -                    |                      |                      |
| 1954-1955  | Trappers de North Bay                 | NOHA           | 20  | 8                | 12               | 20               | 40               | 13               | 2 | 6                    | 8                    | 36                   |                      |                      |
| 1955-1956  | Miners de Val d'Or                    | Que Sr.        |     |                  |                  |                  |                  |                  |   |                      |                      |                      |                      |                      |
| 1955-1956  | Trappers de North Bay                 | NOHA           | 1   | 1                | 2                | 3                | 2                | -                | - | -                    | -                    | -                    |                      |                      |
| 1956-1957  | McFarlands de Belleville              | EOHL           | 48  | 16               | 29               | 45               | 156              | 10               | 4 | 3                    | 7                    | 12                   |                      |                      |
| 1957-1958  | Bulldogs de Windsor                   | NOHA           | 7   | 2                | 6                | 8                | 24               | -                | - | -                    | -                    | -                    |                      |                      |
| 1957-1958  | McFarlands de Belleville              | EOHL           | 35  | 12               | 18               | 30               | 60               | 13               | 3 | 10                   | 13                   | 32                   |                      |                      |
| 1957-1958  | McFarlands de Belleville              | Coupe Allan    | -   | -                | -                | -                | -                | 13               | 7 | 14                   | 21                   | 20                   |                      |                      |
| 1958-1959  | Merchants de Kingston                 | EOHL           | 43  | 11               | 26               | 37               | 62               | 12               | 0 | 4                    | 4                    | 24                   |                      |                      |
| 1960-1961  | Knights d'Omaha Chiefs d'Indianapolis | LIH            | 64  | 14               | 33               | 47               | 63               | -                | - | -                    | -                    | -                    |                      |                      |
| Totaux LNH | Totaux LNH                            | Totaux LNH     | 519 | 107              | 171              | 278              | 616              | 24               | 5 | 7                    | 12                   | 35                   |                      |                      |

## Trophées
- 1958 : remporte la Coupe Allan avec les McFarlands de Belleville

## Transactions
- 15 octobre 1947 : échangé aux Red Wings de Détroit par les Bruins de Boston en retour de Billy Taylor.
- 25 octobre 1948 : échangé aux Blackhawks de Chicago par les Red Wings de Détroit avec Jim Conacher et Doug McCaig en retour de George Gee et de Bud Poile.